# (73074) 2002 GF4
(73074) 2002 GF4 – planetoida z pasa głównego asteroid okrążająca Słońce w ciągu 3,45 lat w średniej odległości 2,28 j.a. Odkryta 9 kwietnia 2002 roku.